# Orlane Kanor
Orlane Kanor (n. 16 iunie 1997, în Les Abymes) este o handbalistă franceză ce joacă pentru clubul Rapid București și echipa națională a Franței. Kanor evoluează pe postul de intermediar stânga și a făcut parte din echipa Franței care a câștigat medalia de aur la Campionatul Mondial din 2017, desfășurat în Germania.

## Palmares

### Club
- Liga Campionilor:
  -  Locul 3 (Turneul Final Four): 2022
  - Locul 4 (Turneul Final Four): 2019
  - Sfertfinalistă: 2017, 2018, 2020, 2021, 2023

- Campionatul Franței:
  -  Câștigătoare: 2017, 2018, 2019, 2022
  -  Medalie de argint: 2021

- Cupa Franței:
  -  Câștigătoare: 2017, 2019, 2022
  - Semifinalistă: 2018, 2021

- Liga Națională:
  -  Medalie de argint: 2023

- Supercupa României:
  -  Medalie de argint: 2022, 2023

### Echipa națională
Kanor a debutat la echipa națională a Franței pe 15 iunie 2017, într-un meci împotriva Norvegiei.
- Campionatul Mondial:
  -  Medalie de aur: 2017
  -  Medalie de argint: 2021

- Campionatul European:
  -  Medalie de aur: 2018
  -  Medalie de argint: 2020

## Viața personală
Orlane are o soră geamănă, Laura Kanor, legitimată la Metz Handball  până în 2023, când s-a transferat la Rapid București.